# イジーナ・ネコロワ
イジーナ・ネコロワ（チェコ語: Jiřina Nekolová、1931年12月30日 - 2011年5月25日）は、チェコ、プラハ出身のフィギュアスケート選手（女子シングル）。
1948年サンモリッツオリンピック4位。1948年世界選手権銅メダリスト。

## 主な戦績
| 大会/年      | 1946-47 | 1947-48 | 1948-49 | 1949-50 |
| ------------ | ------- | ------- | ------- | ------- |
| オリンピック |         | 4       |         |         |
| 世界選手権   | 10      | 3       | 4       | 8       |
| 欧州選手権   | 5       | 4       | 4       |         |